# Befreiung von Paris
Luftkrieg · Seekrieg
Neptune · Caen · Carentan · Cherbourg · Saint-Lô · Cobra · Bretagne · Lüttich · Falaise · Paris
Die Befreiung von Paris (französisch Libération de Paris) fand während des Zweiten Weltkriegs im Verlauf der Operation Overlord gegen Ende August des Jahres 1944 statt.
In der seit Juni 1940 von deutschen Truppen besetzten Hauptstadt Frankreichs begann Mitte August 1944 ein Generalstreik, dem ab 19. August ein offener Aufstand der französischen Widerstandskämpfer folgte. Zu dessen Unterstützung stießen alliierte Verbände in Richtung Paris vor. Nachdem die Aufständischen den Großteil der Stadt kontrollierten und die ersten alliierten Truppen deren Zentrum erreichten, kapitulierte der deutsche Stadtkommandant Dietrich von Choltitz am 25. August 1944 unter Missachtung ausdrücklicher Befehle Hitlers gegenüber Kräften der Résistance unter dem Kommando von Colonel Rol und den alliierten Truppen unter dem Befehl von General Leclerc de Hauteclocque. Das Mémorial Leclerc erinnert an die Ereignisse.

## Ausgangssituation

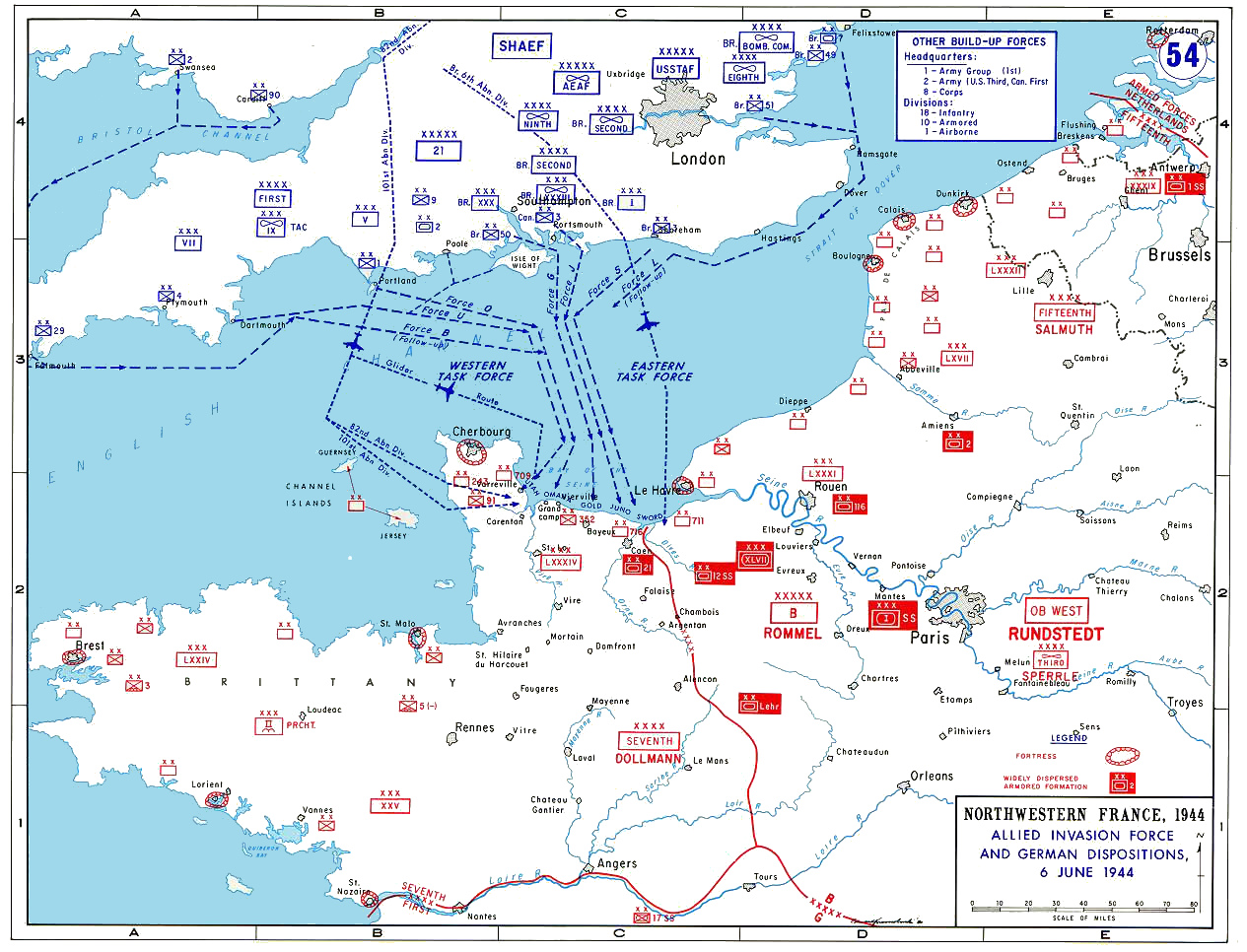
Karte der Normandie und der Truppenstärken und -bewegungen (Zeichenerklärung siehe Militärische Symbole)

Am 6. Juni 1944 landete im Rahmen der Operation Overlord unter dem Oberkommando des von US-General Dwight D. Eisenhower geführten Supreme Headquarters Allied Expeditionary Force (SHAEF) ein alliiertes Expeditionskorps in der Normandie, um in Westeuropa die zur Entlastung der Sowjetunion im November 1943 auf der Konferenz von Teheran beschlossene Zweite Front zu eröffnen. Bis dahin hatte ab 1941 auf dem europäischen Festland abgesehen von der alliierten Invasion Siziliens und anschließend ganz Italiens ab Juli 1943 einzig die Rote Armee als reguläre Streitmacht den Achsenmächten Widerstand geleistet. Danach sollten die alliierten Verbände weiter ins Inland vorrücken und Frankreich befreien. Am 15. August 1944 landeten im Rahmen der Operation Dragoon Truppen auch in der Provence (Südfrankreich) und begannen eine Zangenbewegung gegen die deutsche Besatzungsmacht.

## Der alliierte Vorstoß zur Seine

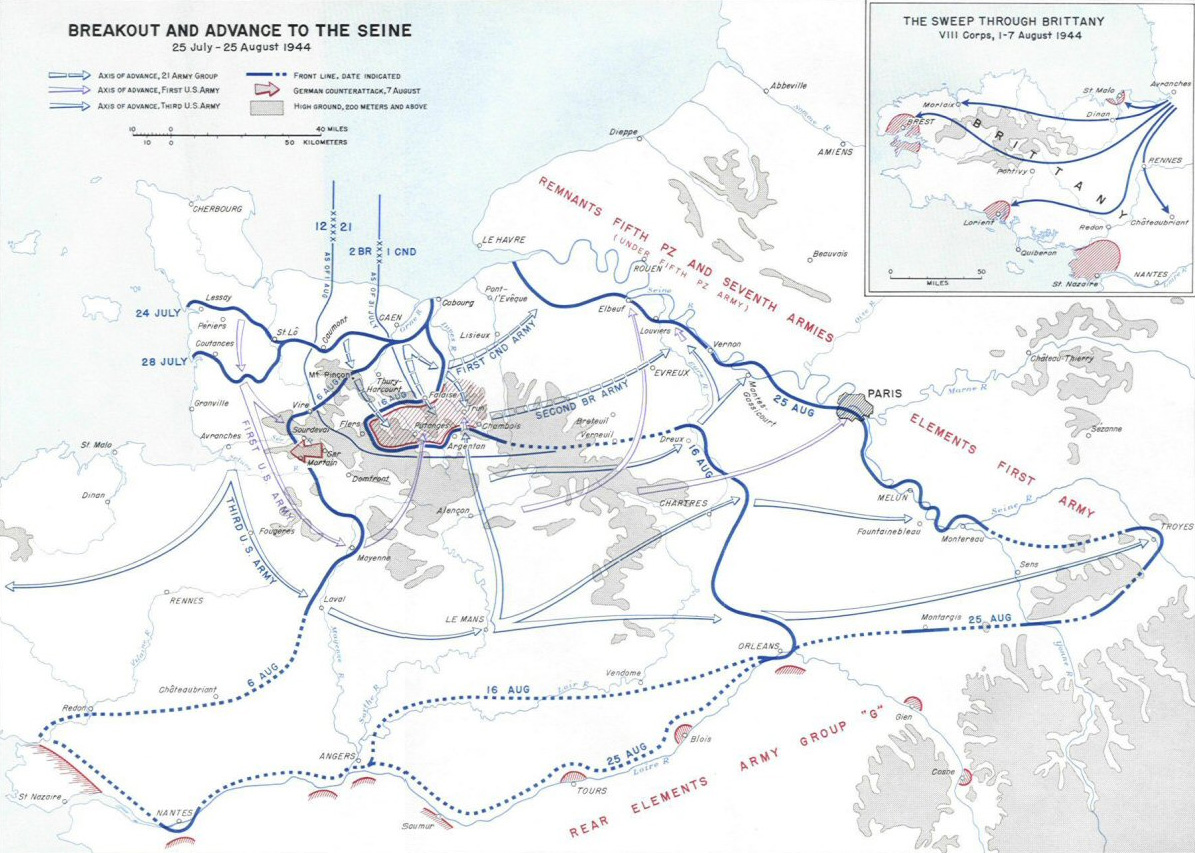
Alliierter Vorstoß Richtung Paris

Nach der Einkesselung zweier deutscher Armeen durch die Alliierten bei Falaise zogen sich die dort entkommenen deutschen Truppen in Richtung Seine zurück. Am 19. August diskutierte US-General Eisenhower, Oberkommandierender der alliierten Streitkräfte, mit seinen Armeegruppenkommandeuren die Verfolgung des zurückweichenden Gegners. Bei dieser Diskussion nahmen sich die Alliierten vor, die deutschen Streitkräfte westlich der Seine aufzureiben.
Um dieses Ziel zu erreichen, befahl General Bernard Montgomery als Kommandeur der SHAEF-Bodentruppen der kanadischen 1st Army und der 12th Army Group, die nördlichen und südlichen Seiten des von den Deutschen besetzten Gebietes zu sichern, während weitere Einheiten der 12th Army Group nordwärts zur Seinemündung vorrücken sollten, um dort den deutschen Rückzug zu stoppen. Die 21st Army Group sollte erst den Kessel von Falaise unter alliierte Kontrolle bringen und das Gebiet von deutschen Soldaten befreien.
Diese Dislozierung alliierter Einheiten führte kurz darauf zu einem erheblichen Durcheinander bei der alliierten Nachschubversorgung. Bereits am 19. August gab Eisenhower bekannt: „rapid advances and consequent overlapping in attacks on a converging and fluent front.“ (Deutsch: „schnelle Vorstöße und daraus folgende Überschneidungen bei den Angriffen auf einer sich annähernden und fließenden Front.“)
Auf der deutschen Seite wurden die Einheiten neu gruppiert: Vom Ärmelkanal bis Laigle waren die Reste der 7. Armee, von dort bis Paris-West die Reste der 5. Panzerarmee und bei Paris und an der oberen Seine die 1. Armee aufgestellt.
Generalfeldmarschall Walter Model, Oberbefehlshaber im Westen vom 16. August 1944 bis zum 3. September 1944, erhielt am 19. August Befehle wie folgt:
„1. Verhinderung des Übergangs über die Seine abwärts [südlich] von Paris, notfalls durch Heranführen von 2 SS=P[an]z[er].=Brigaden;
2. Verhinderung des feindl. Vordringens nach Norden auf dem Westufer der Seine, und zwar derart, daß äußerstenfalls die 7. Armee hinter die untere Seine zurückgeführt werden dürfte;
3. Freikämpfen der Verbindung zwischen dem Sperrgürtel von Paris und dem AOK 1 [Armeeoberkommando 1 (= 1. Armee)] durch Panzerverbände, Behauptung des Raums vorwärts Paris und dadurch Sicherstellung der Rückführung der 19. Armee.“
Teile der 1st US-Army und der 3rd US-Army rückten ab dem 20. August nordöstlich an der linken Seite der Seine vor, woraufhin die 3rd US-Army am selben Tag einen Brückenkopf über die Seine bei Mantes-Gassicourt aufbaute und danach mit Teilen der Armee nach Norden Richtung Vernon marschierte. Teile der 1st US-Army erreichten drei Tage später, am 23. August, die Stadt Évreux und weitere zwei Tage später Elbeuf, das etwa elf Meilen südwestlich von Rouen liegt. Die britische 2nd Army startete ihren Vormarsch in Richtung Seine ebenfalls am 20. August und rückte bis zum 26. August nach Louviers vor. Das II. Corps der 1st Canadian Army erreichte am selben Tag die Seine und traf bei Elbeuf mit US-Verbänden zusammen. General Henry Crerar, Kommandeur der 1st Canadian Army, ließ das zweite ihm zur Verfügung stehende Korps nahe dem Ärmelkanal in Richtung Seine vorrücken. Trotz schwerer Kämpfe bei Pont-l’Évêque und Lisieux erreichte das Korps am 27. August die Seine.
Ab dem 26. August schlossen die Alliierten die Deutschen in neuen Kesseln und Fallen zwischen Elbeuf und Le Havre ein und griffen die fliehenden Einheiten aus der Luft mit Bombern und vom Boden aus mit Panzern an.
Deutsche Generale sagten später aus, dass sie überrascht waren, überhaupt irgendetwas über die Seine transportieren zu können.

## Der Kampf um Paris
Ursprünglich sahen die alliierten Pläne vor, die Stadt zu umgehen und erst später zu erobern. Die Pariser Bevölkerung sowie auch die alliierten Soldaten erwarteten jedoch, dass die Stadt bald befreit werden würde.
Nachdem die Pariser Bevölkerung im Jahr 1944 auf dem Schwarzmarkt die Lebensmittel zum größten Teil nicht mehr bezahlen konnte, stieg die Anzahl der Hungernden an. Die Pariser schlossen sich daraufhin in immer größeren Scharen der Résistance an.
Dies taten, als Ausnahmen, auch drei Deutsche, die Soldaten der Kriegsmarine Kurt Hälker und Hans Heisel sowie der Angestellte des auswärtigen Dienstes Karl-Heinz Gerstner. Sie informierten ihre neuen Kameraden auch über beabsichtigte Verhaftungen sowie den Befehl Hitlers zur Zerstörung der Pariser Industrie.

### Französischer Widerstand
Nach dem schnellen alliierten Vorstoß in Richtung Paris traten ab dem 10. August die Pariser U-Bahn sowie die Gendarmerie und die Polizei in den Streik (teils auf Druck der Résistance, teils aus freien Stücken); ab dem 16. August streikten auch die Postboten. Die Deutschen reagierten darauf, indem sie in der Nacht des 16. August 35 französische Jugendliche beim Carrefour des Cascades im Bois de Boulogne erschossen.
Als sich weitere Arbeiter der Streikbewegung anschlossen, kam es am 18. August, am Tag als alle Résistants zur Mobilmachung aufgefordert wurden, zum Generalstreik.
Am Morgen des 19. August griffen Widerstandskämpfer spontan deutsche Wagenkolonnen an, die auf den Champs-Élysées fuhren. Unorganisiert und unzureichend bewaffnet, besetzten sie Polizeistationen, Ministerien, Zeitungsredaktionen und das Hôtel de Ville (Rathaus).
Sie setzten Jagdgewehre, alte, erbeutete oder provisorische Waffen ein, beispielsweise Molotow-Cocktails.
Am Abend des 19. August bat von Choltitz um eine Feuerpause, um die Lage zu prüfen. Er und Repräsentanten der Résistance vereinbarten eine Waffenruhe bis zum Mittag des 23. August, damit deutsche Truppen westlich von Paris nach Osten zurückgezogen werden konnten, ohne sich ihren Rückzugsweg freikämpfen zu müssen. Einige Résistance-Kämpfer nutzten die Situation, um das Innenministerium (Sitz der Gestapo), das Rathaus und andere öffentliche Gebäude einzunehmen.

### Eingreifen der alliierten Streitkräfte
General de Gaulle, inzwischen von Algier nach Frankreich gekommen, sagte am 21. August zu General Eisenhower, er sei beunruhigt, dass der extreme Nahrungsmittelmangel zu Aufruhr in Paris führen könnte. Er halte es für notwendig, Paris so schnell wie möglich mit französischen und alliierten Truppen zu befreien, auch dann, falls es einige Kämpfe und Zerstörungen in Paris geben sollte.
De Gaulle nominierte General Marie-Pierre Kœnig als Militärbefehlshaber von Paris und beauftragte ihn, mit Eisenhower die Frage der Befreiung von Paris zu erörtern. Eisenhower sagte nach dem Gespräch mit Kœnig: „It looks now as if we’d be compelled to go into Paris. Bradley and his G-2 think we can and must walk in.“ (Deutsch: „Es sieht jetzt so aus, als ob wir gezwungen wären, nach Paris zu gehen. Bradley und seine G-2 denken, wir können und müssen reinmarschieren.“)
Am Abend des 22. August befahl daraufhin Dwight D. Eisenhower General Omar Bradley, Paris einzunehmen. Nach immer heftigeren Kämpfen zwischen Widerstandskämpfern und Deutschen waren am 24. August etwa drei Viertel von Paris in der Hand der Résistance, das Zentrum behaupteten jedoch immer noch die Deutschen. Die Alliierten gaben der französischen 2e Division Blindée (2. Panzerdivision) unter Generalmajor Leclerc den Befehl, in Paris einzurücken. Auf britisch-amerikanischen Wunsch hin hatte man diese Division ausgewählt, da sie sich weitgehend aus Soldaten aus dem französischen Mutterland rekrutierte, während ein Großteil der freifranzösischen Truppen aus den Kolonien in Französisch-Westafrikas kam. Die drei aus Tirailleurs sénégalais bestehenden mechanisierten Infanteriebataillone der Division wurden gegen französische und spanische Freiwillige ausgetauscht. Leclercs Truppen stießen bei ihrem Vorstoß aus Richtung Südwesten vereinzelt auf Widerstand und verloren etwa 300 Mann, 40 Panzer und Panzerhaubitzen sowie mehr als 100 andere Fahrzeuge. Am Abend des 24. August ließ Leclerc eine kleine Panzerkolonne in die Stadt fahren und bis zum Rathaus vorrücken, das unter französischer Kontrolle war. Dabei handelte es sich um „La Nueve“ (Spanisch: „Die Neunte“), eine hauptsächlich aus spanischen Soldaten bestehende Einheit der freien französischen Streitkräfte. Unter dem französischen Kommandanten Raymond Dronne wurde „La Nueve“ die erste militärische Einheit, die dorthin vordrang; an diese zuvor weitgehend vergessenen Soldaten erinnert seit 2004 eine Tafel nahe dem Hôtel de Ville.
Am Morgen des 25. August standen Leclercs Division und die 4. US-Infanteriedivision im Zentrum von Paris.

### Deutsche Kapitulation

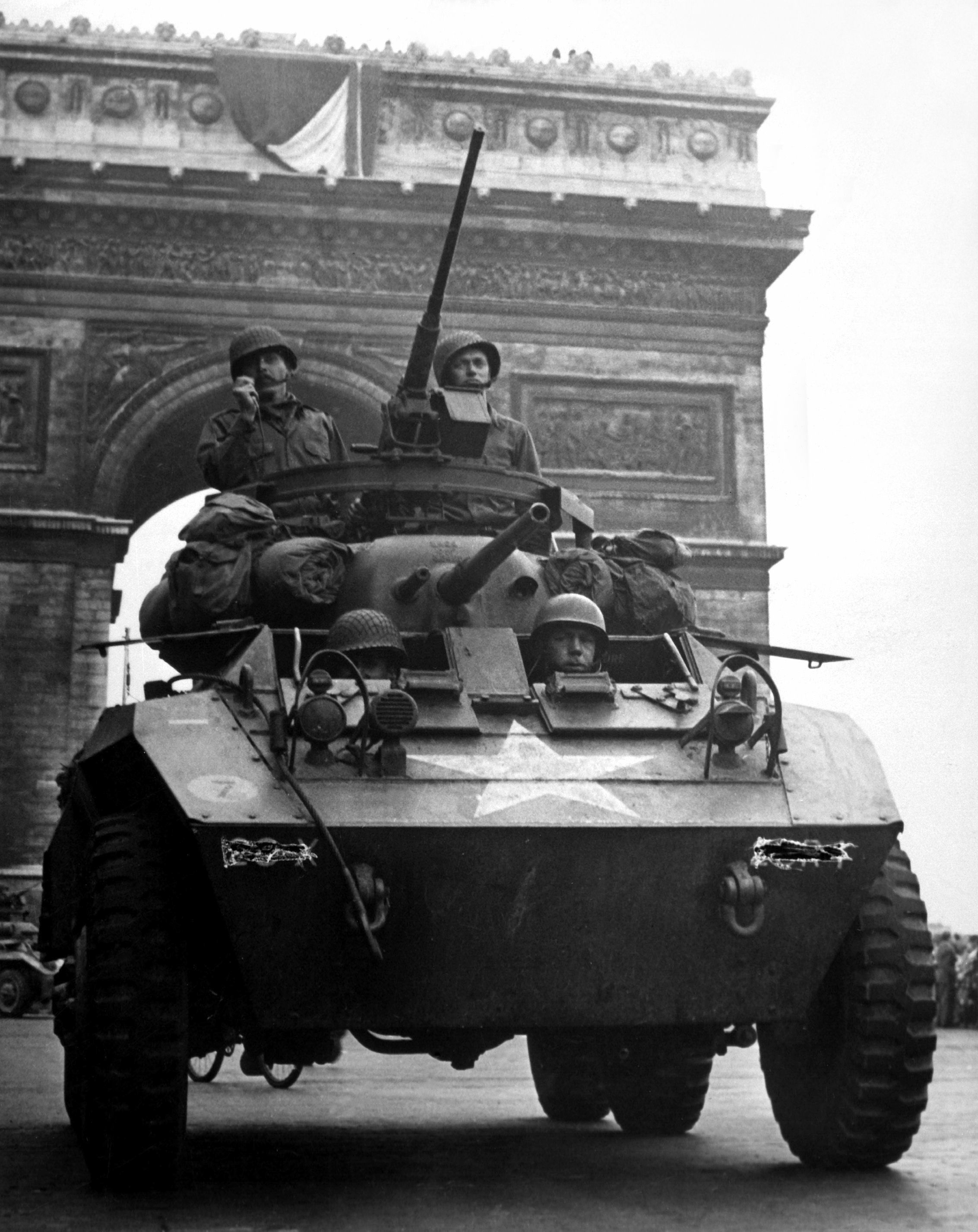
Ein Spähpanzer der US-Armee (M8 Greyhound) vor dem Arc de Triomphe

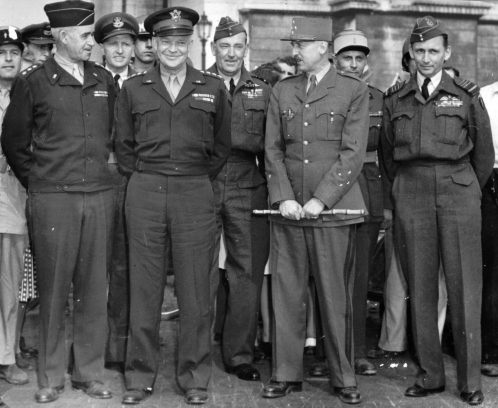
Befehlshaber der Westalliierten in Paris, 1944

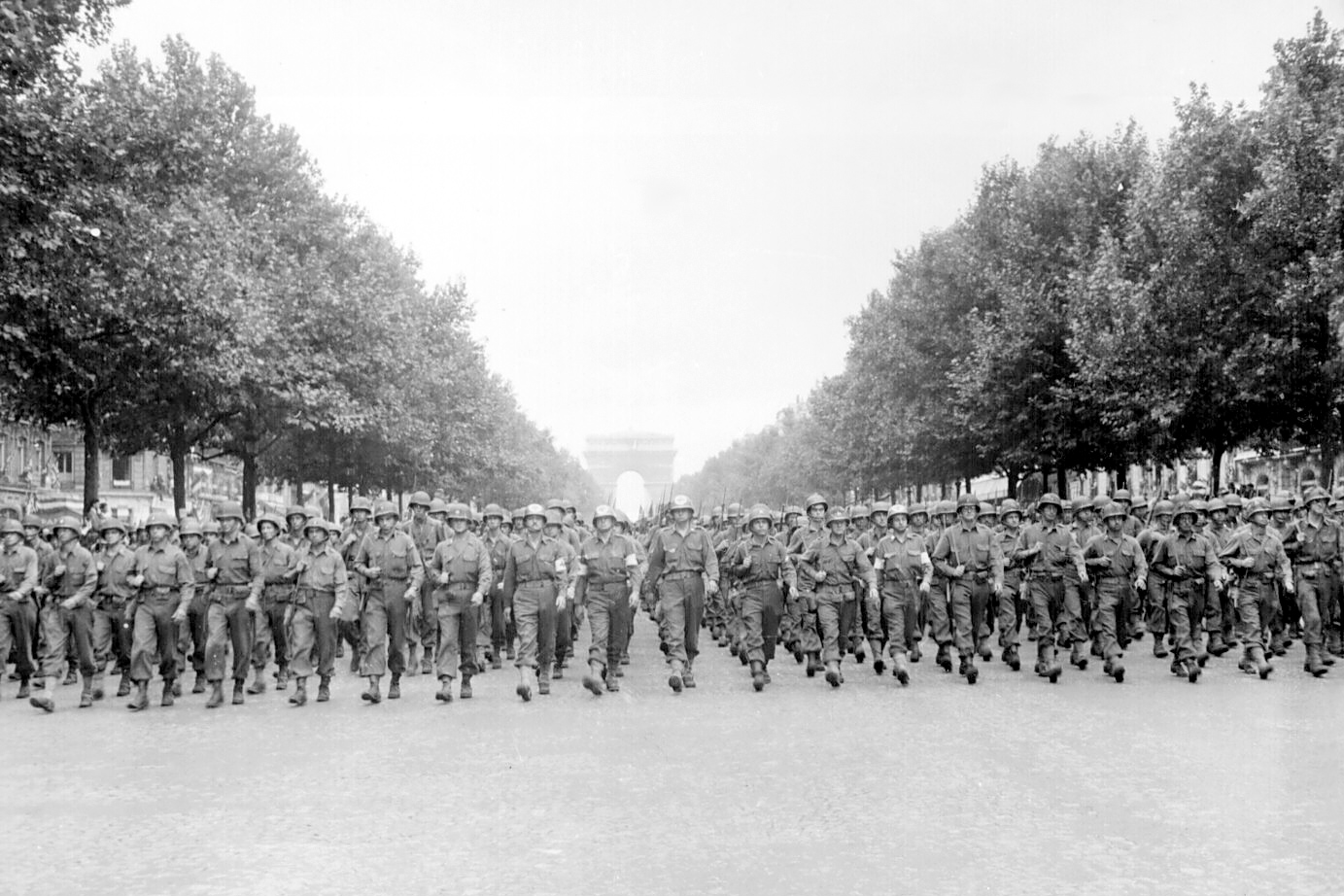
28th US-Infantry Division beim Parademarsch in Paris am 29. August 1944

Entgegen dem ausdrücklichen „Führerbefehl“, demzufolge Paris bis zum letzten Mann verteidigt und zerstört werden sollte, bevor es „in die Hand des Feindes“ fiele (der Befehl vom 23. August 1944 endet mit dem Satz „Paris darf nicht oder nur als Trümmerfeld in die Hand des Feindes fallen.“), kapitulierte von Choltitz nach anfänglichem Widerstand gegen die vorrückenden Widerstandskämpfer und die Alliierten mit der französischen 2e Division Blindée (2. Panzerdivision) an der Spitze. Er übergab Paris nahezu unversehrt am 25. August 1944 gegen 14:45 Uhr an Henri Rol-Tanguy, den Pariser Führer der Résistance-Verbände, und kurz danach an den französischen Generalmajor Leclerc bzw. General Bradley. Am 25. August gegen 12:20 Uhr wurde die Trikolore auf dem Eiffelturm und wenig später auf dem Arc de Triomphe gehisst.
Am 26. August bezog Charles de Gaulle, Anführer der Armée française de la Libération (FFI) und des Comité français de la Libération nationale (Französisches Komitee für die Nationale Befreiung), das Kriegsministerium in der Rue Saint-Dominique. Danach hielt de Gaulle vom Balkon des Rathauses eine Ansprache an die Pariser Bevölkerung. Dabei irritierte er viele Mitglieder der Résistance, als er sich nicht zuerst bei den Kämpfern der Forces françaises de l’intérieur, sondern bei der Gendarmerie für ihre Unterstützung bedankte, die erst am letzten Tag die Seite gewechselt hatte. Noch am selben Tag folgte eine Siegesparade über die Avenue des Champs-Élysées, die auf Grund von immer noch in der Stadt kämpfenden Heckenschützen sowie möglichen deutschen Luftangriffen riskant war.
Ein Buchhändler aus Paris, Jean Galtier-Boissiére, beschrieb Szenen in Paris am 25. August 1944 wie folgt:

„Eine erregte Menge drängt sich um die französischen Panzer, die mit Fahnen und Blumen geschmückt sind. Auf jedem Panzer, auf jedem gepanzerten Fahrzeug stehen Mädchen, Frauen, Jungen und Fifis direkt neben den Männern in khakifarbenen Overall und Képi. Die Menschen säumten die Straße, warfen Kusshände, reckten die geballte Faust, zeigten den Befreiern ihre Begeisterung.“

In der Nacht vom 26. auf den 27. August warfen 111 Flugzeuge der Luftflotte 3 über dem Süden von Paris Bomben ab. 593 Gebäude wurden zerstört oder beschädigt; 213 Menschen wurden getötet und 914 verwundet.
Am 27. August kamen Eisenhower und Bradley in Paris an; am 29. August hielt die 28th US-Infantry Division – ebenfalls auf der Avenue des Champs-Élysées – eine weitere Siegesparade ab. Nach der Parade ging die Division an den Flughafen Le Bourget, 13 km nordöstlich von Paris, und fuhr dann weiter nach Compiègne, um deutsche Gegenangriffe abzuwehren.
Zum weiteren Verlauf siehe: Der Vormarsch zum Westwall

### Opferzahlen
Der Historiker Adrien Dansette (1901–1976) schätzte 1946 die Zahl der Todesopfer der Befreiung von Paris: 130 Soldaten der französischen 2. Panzerdivision, 532 Widerstandskämpfer und etwa 2800 Zivilisten. Von den 177 getöteten Polizisten wurden 15 im Fort de Vincennes von deutschen Besatzern hingerichtet. 

Die deutschen Verluste betrugen 3200 Tote und ca. 12800 Gefangene.